# Calçada da Fama do Maracanã

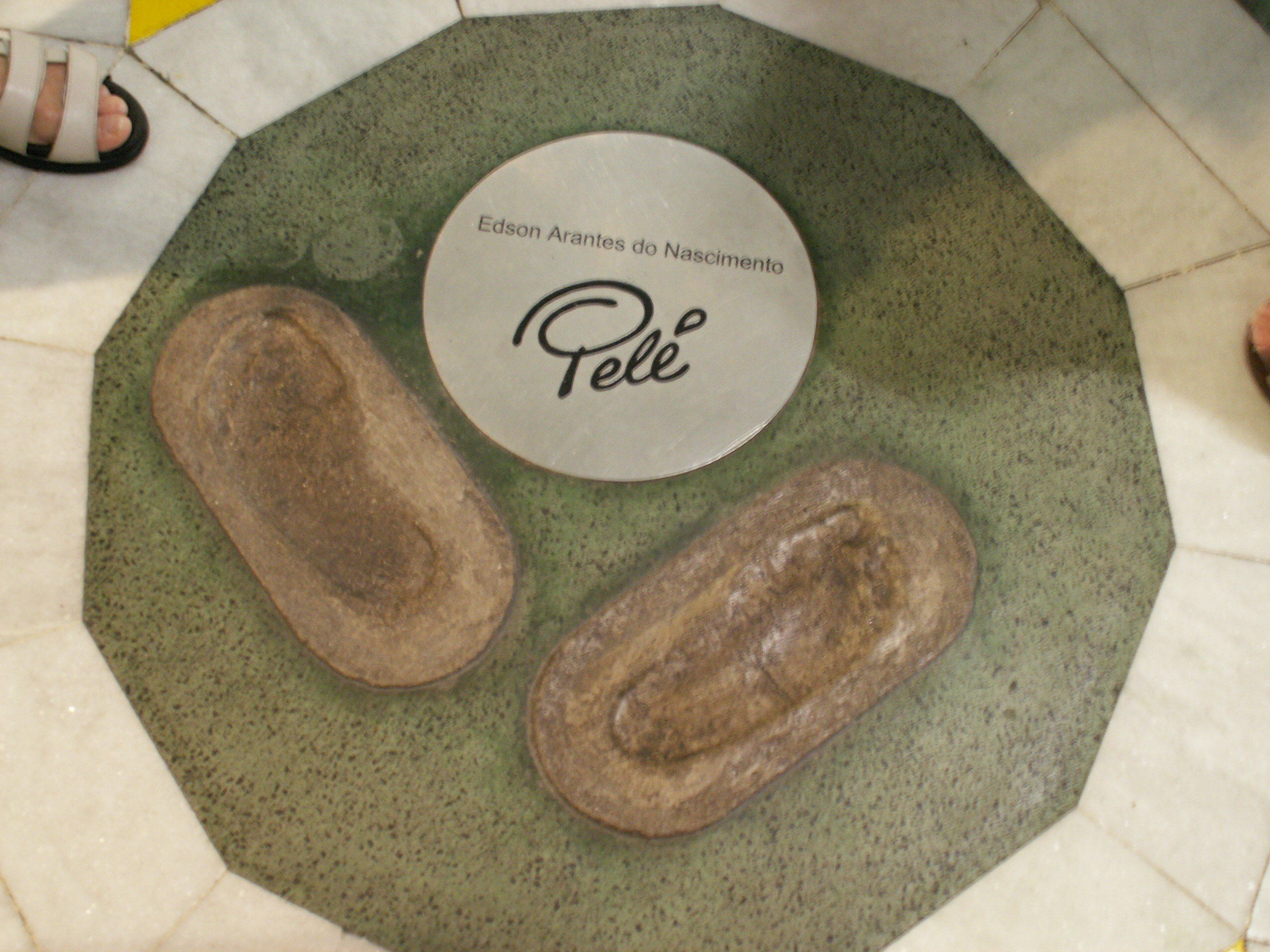
Marca dos pés de Pelé na Calçada da Fama do estádio.

A Calçada da Fama do Estádio do Maracanã é uma área reservada para homenagear grandes futebolistas mundiais, permitindo-se assim relembrar um pouco da história do futebol através de seus craques.
Localizada no nível térreo do estádio Jornalista Mário Filho (Maracanã), próximo à entrada para as cadeiras especiais, teve sua inauguração na data do cinquentenário do Maracanã, em 2000. Quando da sua inauguração, houve também uma homenagem especial a quatro personalidades: Pelé, Garrincha, Zagallo e João Havelange.
Cada um dos homenageados é convidado a colocar seus pés (ou mãos, no caso dos goleiros) em um molde de gesso, encravadas em peças de granito verde e mármore branco. Os desenhos feitos pela junção das peças de granito fazem refência à bolas de futebol (A placa de identificação ou com o nome do atleta, tem o formato de uma bola, ficando sugestivamente entre os pés do jogador.).
Uma curiosidade é que Garrincha, falecido à época da inauguração, só pôde ter sua pegada eternizada no Maracanã através de uma doação da família Mourão, que por anos manteve a placa com o molde de seus pés tortos intacta num acervo particular. Além disso, ele possui um estande especial com um par de suas chuteiras e uma camisa.
A lista dos 51 primeiros nomes foi assim escolhida, por uma comissão de jornalistas esportivos: Os dez maiores artilheiros dos 50 anos do estádio e mais 40 notáveis, que ajudaram a construir a história do Maracanã. Porém, por considerarem uma injustiça a não inclusão de Leandro, resolveram homenagear 51 notáveis, e não mais 50.
A comissão de jornalistas esportivos que elegeu os principais nomes da história do Maracanã foi formada por Armando Nogueira, José Carlos Araújo, Luiz Mendes, Washington Rodrigues, Orlando Batista e Milton Neves.
Atualmente, são 109 imortalizados, 106 jogadores, duas jogadoras, Marta e Pretinha, e mais dois técnicos, Joel Santana e Carlos Alberto Parreira. Destes, 6 são estrangeiros, e apenas 7 são goleiros.
Existe um projeto para se criar o hall da fama para os técnicos.
Em 2009, foi inaugurado no local uma estátua em homenagem a Zico.
Além das homenagens aos futebolistas, existe também a calçada da fama de outros esportes, como o tênis, por exemplo, que fica localizada no Maracanãzinho.

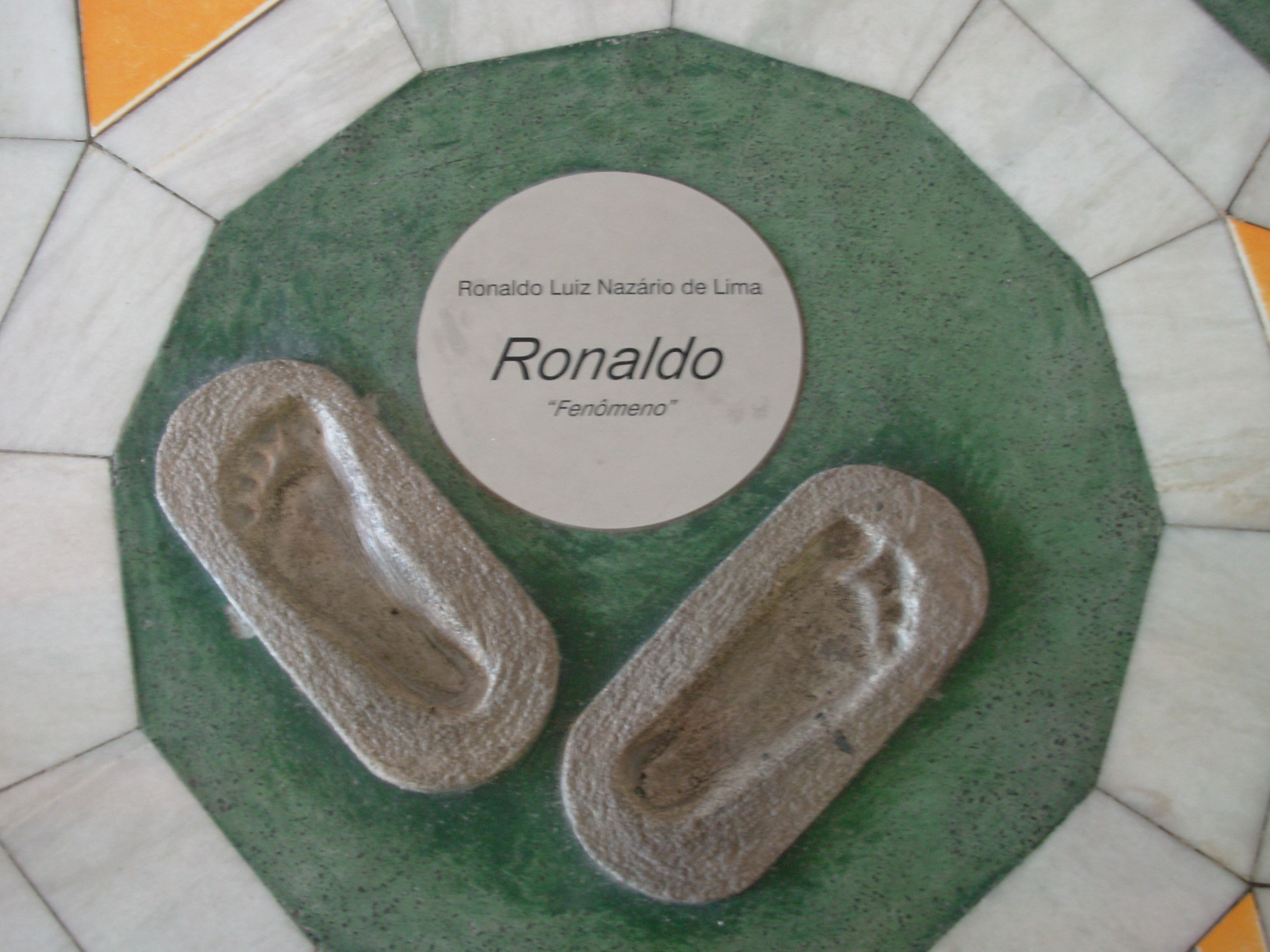
Marca dos pés de Ronaldo na Calçada da Fama do estádio.

## Homenageados

### Jogadores

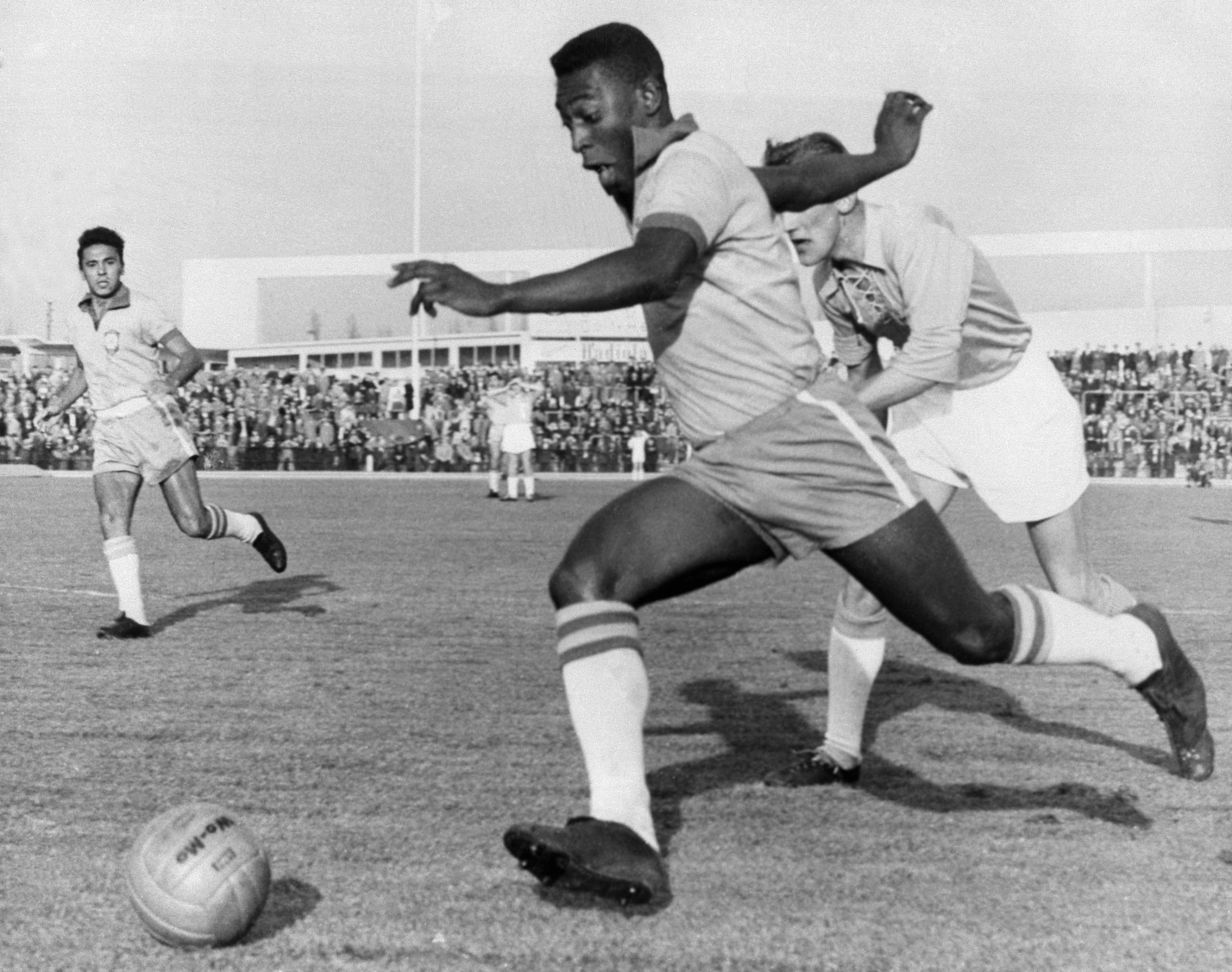
Pelé, considerado o maior jogador da história.

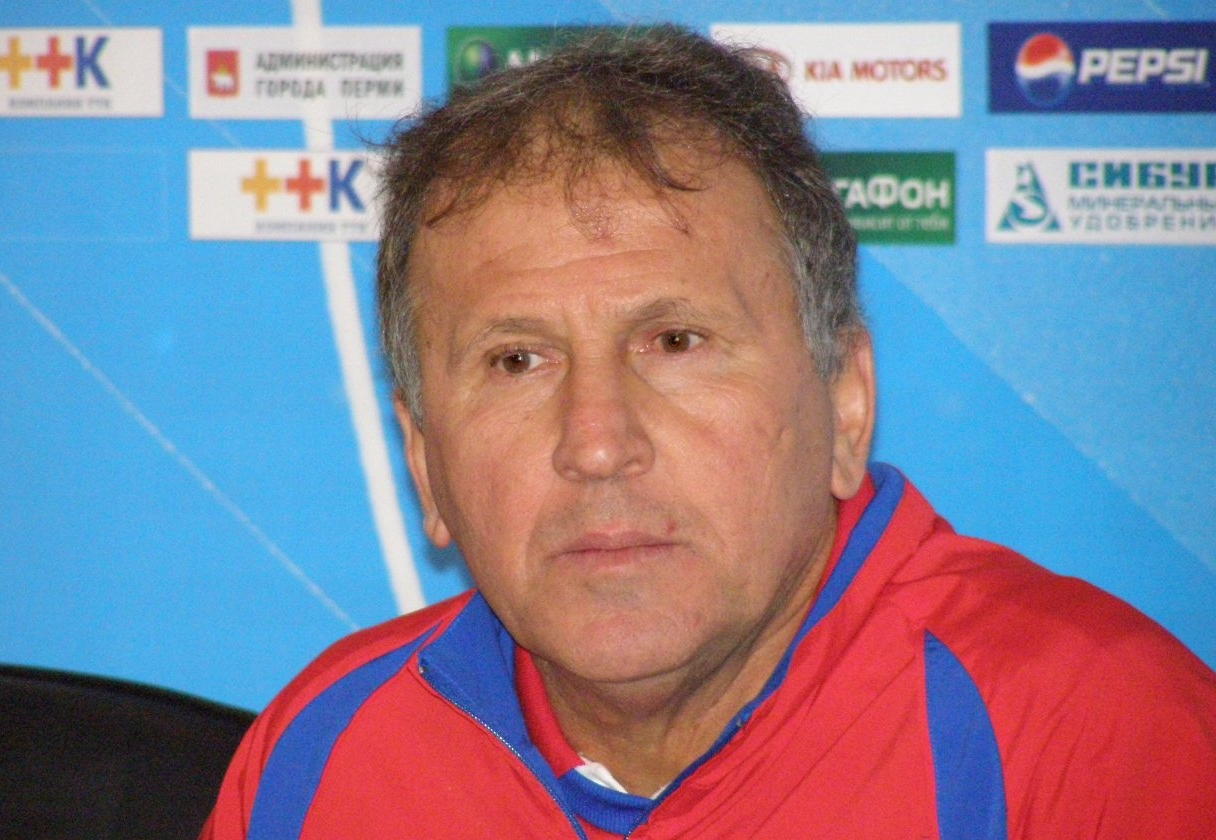
Zico, o maior artilheiro do Maracanã, e um dos homenageados.

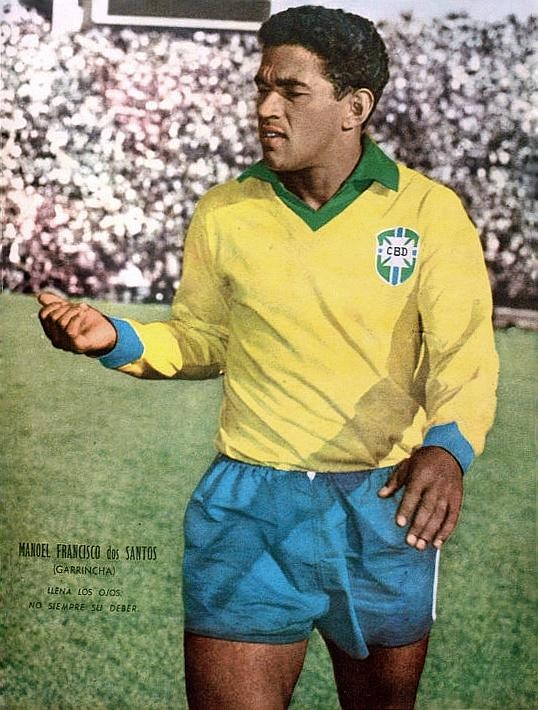
Garrincha, A Alegria do Povo.

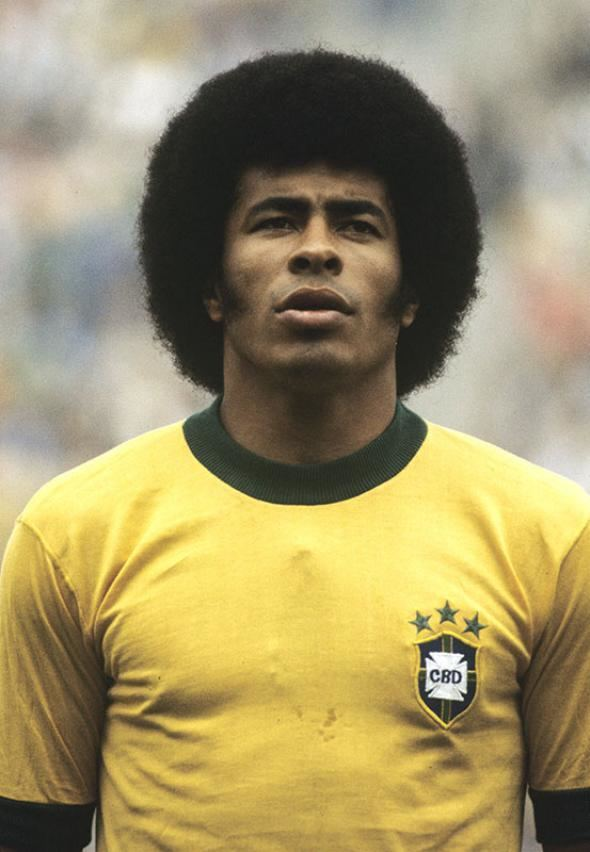
Jairzinho, A Furacâo da Copa.

#### Os 94 Maiores Ídolos brasileiros
1. Ademir da Guia
2. Almir Pernambuquinho
3. Amarildo
4. Assis
5. Barbosa
6. Bebeto
7. Bellini
8. Carlos Alberto Torres
9. Castilho
10. Coutinho
11. Danilo Alvim
12. Dequinha
13. Dida
14. Didi
15. Dirceu Lopes
16. Djalma Santos
17. Edmundo
18. Falcão
19. Garrincha - póstumo
20. Gerson
21. Gylmar
22. Ipojucan
23. Jair Rosa Pinto
24. Jairzinho
25. Joel Martins
26. Julinho
27. Junior
28. Leandro
29. Luisinho Lemos
30. Manga
31. Nílton Santos
32. Orlando Peçanha
33. Paulo Cesar Caju
34. Pelé
35. Pepe
36. Pinga
37. Quarentinha
38. Renato Gaúcho
39. Rivellino
40. Roberto Dinamite
41. Romário
42. Rubens
43. Telê Santana
44. Tostão
45. Vavá
46. Waldo
47. Washington
48. Zagallo
49. Zico
50. Zito
51. Zizinho

#### 2001 a 2007

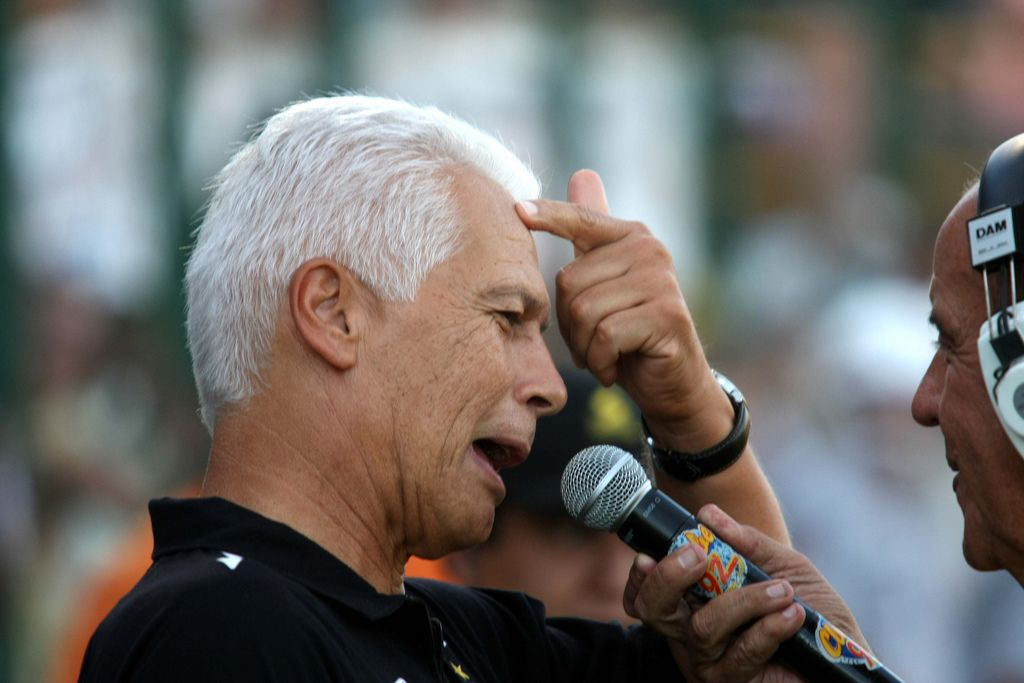
Emerson Leão, um dos 5 goleiros imortalizados.

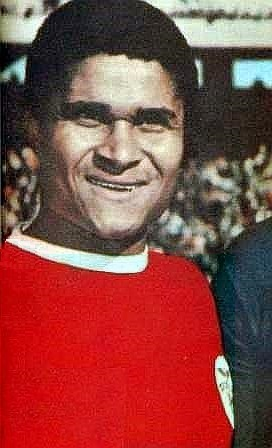
Eusébio com a camisa do Benfica. O português foi o 1º estrangeiro homenageado.

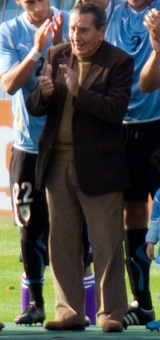
Ghiggia, os pés que calaram o Maracanã em 1950 estão eternizados na calçada da fama. Ele é um dos 6 estrangeiros homenageados

52. Ademir de Menezes
53. Adílio 
54. Alex Kamianecky 
55. Altair 
56. Andrade 
57. Branco 
58. Brito 
59. Carpegiani 
60. Cláudio Adão 
61. Dunga
62. Edinho 
63. Edu Antunes 
64. Evaristo de Macedo
65. Félix 
66. Friaça 
67. Geovani 
68. Jorginho 
69. Leão
70. Luís Pereira 
71. M. Antonio Feliciano 

72. Marinho 
73. Marinho Chagas 
 74. Mendonça 
75. Pampolini 
76. Paulo Borges 
77. Paulo Henrique
78. Paulo Vitor 
79. Pinheiro 
80. Raul Plassmann
81. Reinaldo 
82. Roberto Miranda 
83. Ronaldo Fenômeno
84. Rondinelli 
85. Samarone 
86. Sebastião Leônidas 
 87. Silva Batuta 
88. Tita 
89. Zinho 
90. Zózimo

#### 2004
91. Eusébio - 1º estrangeiro homenageado 
92. Elias Figueroa

#### 2005
93. Romerito

#### 2006
94. Franz Beckenbauer

#### 2009
96. Kaká 
97. Dejan Petković
98. Ghiggia

#### 2011

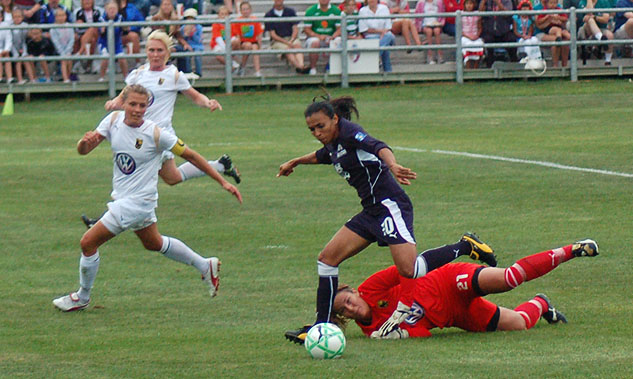
Marta, a primeira mulher homenageada.

99.  Ronaldinho Gaúcho
100. Sócrates (póstumo)

#### 2018
101. Júlio César
102. Marta

#### 2019
103. Lionel Messi

#### 2022
104. Nunes 
105. Gabriel Barbosa
106. Thiago Silva

#### 2023
107. Vini Jr.

108. Pretinha

### Treinadores (ordem alfabética)
1. Carlos Alberto Parreira
2. Joel Santana

## Calçada da Fama do Maracanãzinho
A calçada da fama do Ginásio Gilberto Cardoso (mais conhecido como Maracanãzinho), foi inaugurada no dia 18 de Abril de 2009, visando homenagear atletas que passaram (e fizeram história) pelo ginásio, em diversas modalidades.

#### Voleibol

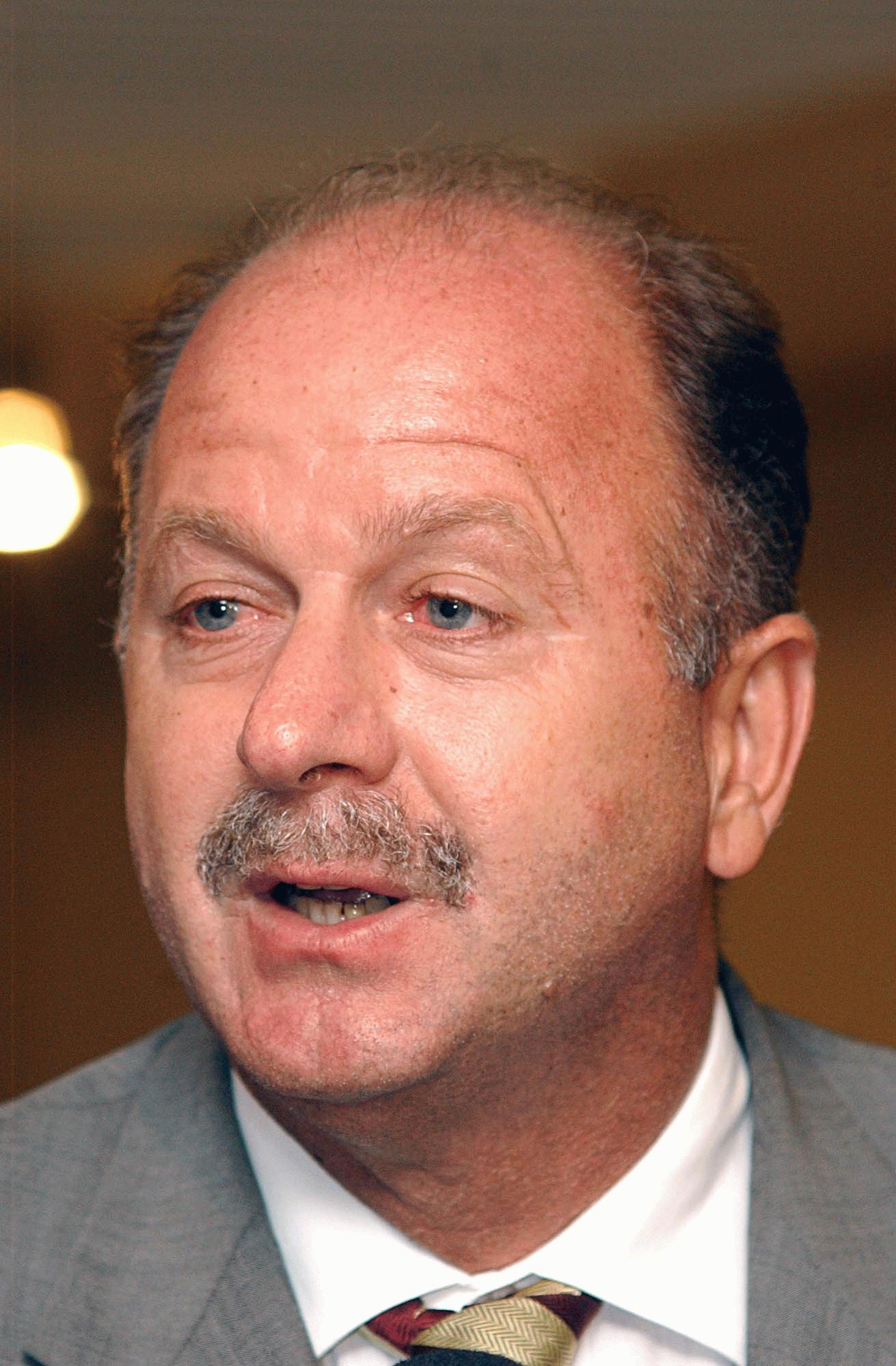
Bernard, criador do jornada nas estrelas, eternizado na calçada da fama do maracanãzinho

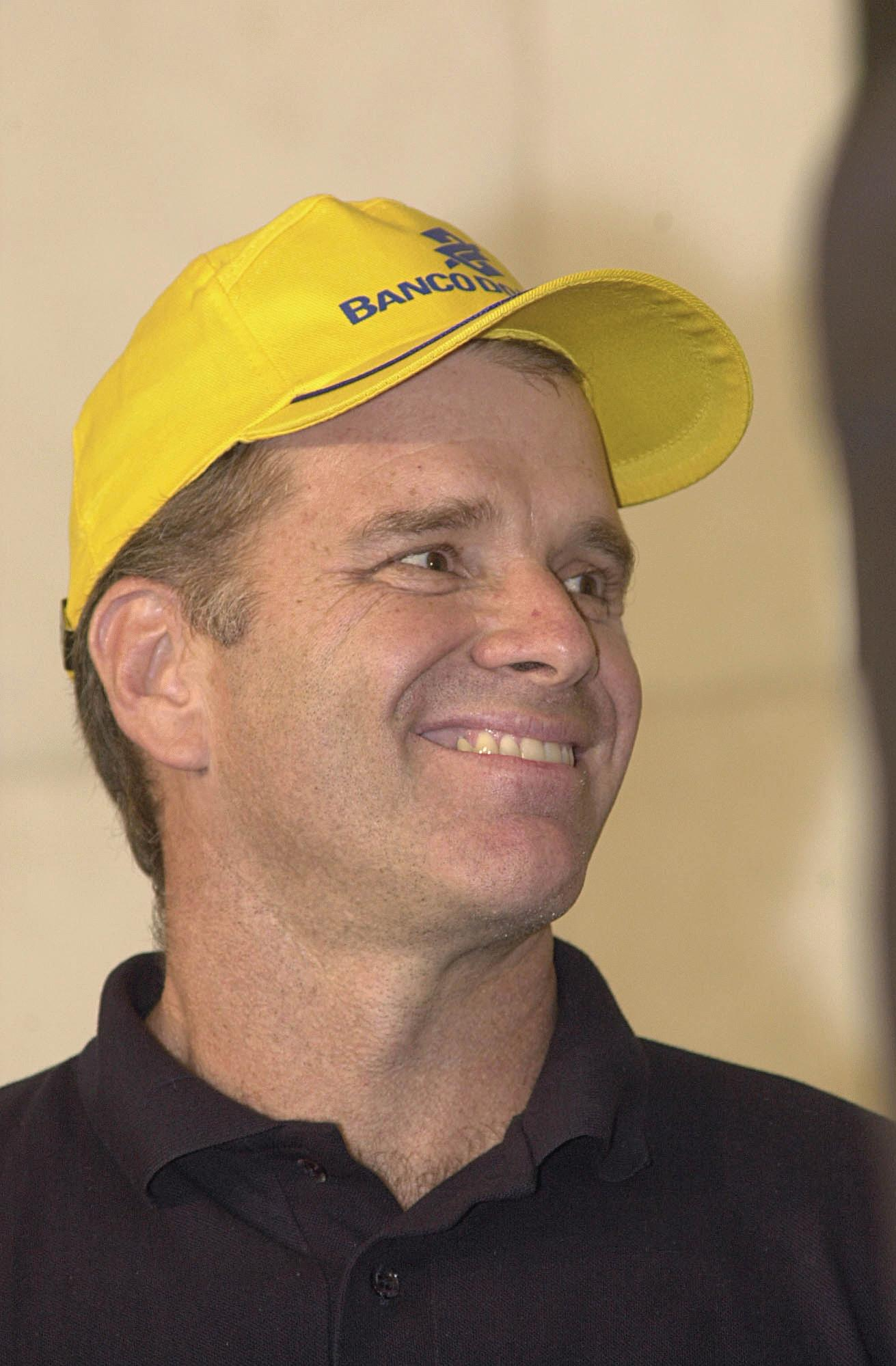
Bernardinho, técnico campeão de tudo com a seleção masculina, também está eternizado.

### Homenageados do Maracanãzinho (ordem alfabética)

#### Atletismo masculino

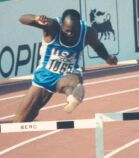
Edwin Moses

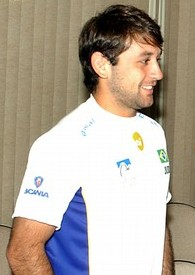
João Derly, judoca.

##### 2012
1. Edwin Moses[18]

#### Basquete masculino

##### 2009
1. Amaury
2. Wlamir Marques

#### Futsal masculino

##### 2009
1. Falcão

#### Judô masculino

##### 2009
1. João Derly
2. Rogério Sampaio

#### Judô feminino

##### 2009
1. Ketleyn Quadros

#### Tênis masculino

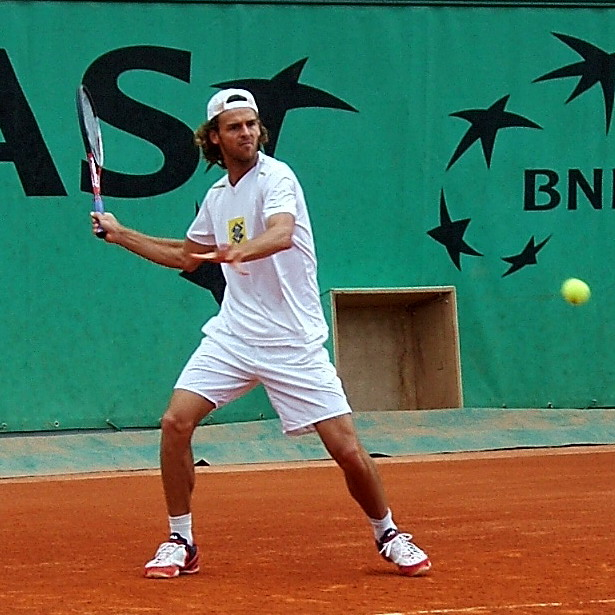
Guga, um dos homenageados na calçada da fama do maracanãzinho.

##### 2010
1. André Agassi
2. Fernando Meligeni
3. Gustavo Kuerten
4. Jim Courier
5. Marat Safin
6. Mats Wilander
7. Thomaz Koch

##### 2012
8.  Novak Djokovic

#### Jogadores (masculino)

##### 2009
01. Bernard Rajzman
| Seleção Campeã Jogos Pan 2007 (Rio) | 02. Bruninho 03. Marcelo Elgarten 04. André Heller 05. Samuel Fuchs 06. Giba 07. Murilo Endres 08. André Nascimento 09. Serginho "Escadinha" (L) 10. Anderson Rodrigues 11. Gustavo Endres 12. Rodrigão 13. Dante Amaral |

#### Jogadores (feminino)

##### 2009
1. Fabi

#### Treinadores

##### 2009
1. Bernardinho